# 主電動機
主電動機（しゅでんどうき）は、電車や電気機関車などの走行のための動力を生ずる電動機（モーター）である。ほとんどの場合台車内部におかれ、歯車を用いた駆動装置によって輪軸に回転を伝達する。

## 概要

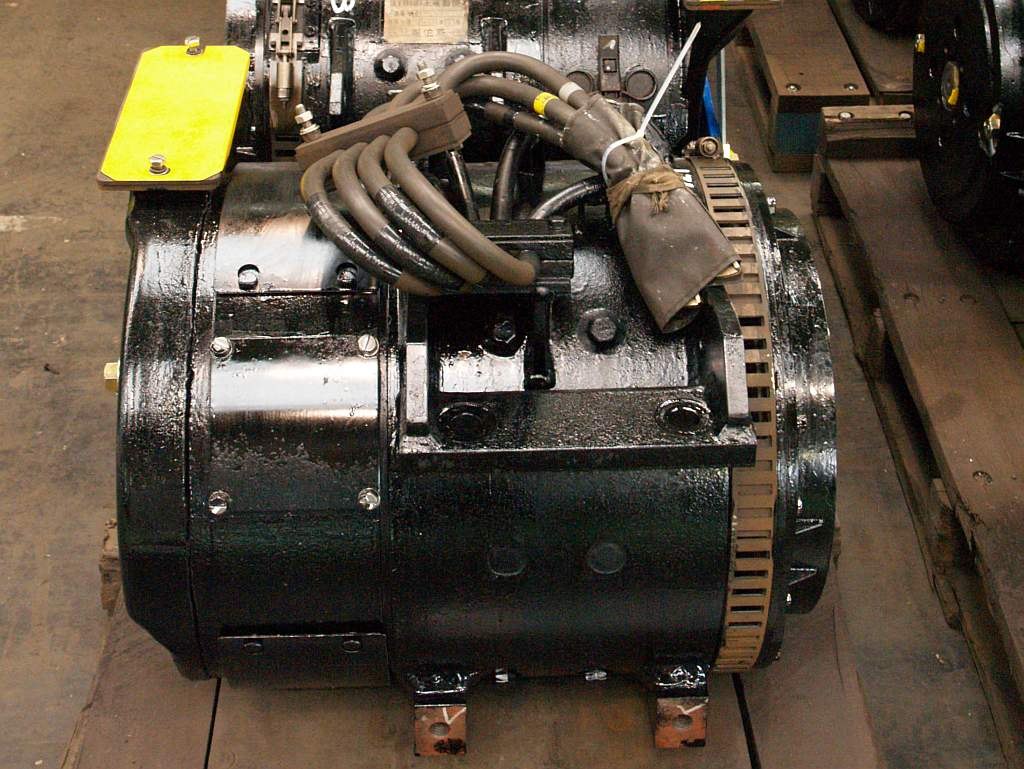
国鉄205系電車用MT61主電動機

電車等の電動機には電動発電機(MG)などに用いられるものもあるが、走行用のものを特に主電動機と称する。加速などの際には印加電圧などを主制御器などの制御装置から制御される。また発電ブレーキ、回生ブレーキなどの際には、発電機として作用させられて走行エネルギーを電力に代える場合もある。
主電動機の特性としては、次のようなことが望ましい。
- 特に起動時および低速でトルクが大きいこと。最もトルクが必要なのは起動時であるため高速域より重要。
- 幅広い速度域で性能を発揮でき、速度（＝回転数）の制御が容易であること。
- 起動時や大負荷時に過大な電力を必要としないこと。

また電車などの主電動機は床下の台車に取り付けられることから、床下の高さや軌間によって大きさが制約されるので、なるべく小型で大きな出力やトルクが得られることが望ましい。

## 方式分類

### 電動機方式
詳細は電気車の速度制御#電気車と電動機のとおりであるが、主電動機の方式として過去から現在にわたって多く用いられているものは次の三つである。
- 直流整流子電動機 - 特に過去には直巻整流子電動機が多かった。起動時から低速域でトルクが大きく（ただし抵抗を併用）高速になるにしたがってトルクが減少していくという電気車に適した特性を持ち、制御技術としては比較的古くから確立している抵抗制御による速度制御が容易なため広く用いられた。ただし、銅とフェノール樹脂が組み合わされた整流子は過大な遠心力に耐えられないため、ある程度以上の回転数にすることができず、摩耗するブラシの保守にも手間がかかる。また、抵抗制御では一定の電力を熱として捨てているためエネルギー効率が低く、パワーエレクトロニクス技術の進展により他の方式に移行していった。界磁チョッパ制御では複巻整流子電動機が用いられる。
- 単相整流子電動機 - 商用周波数による交流電化には向かず、日本では例が少ない。
- 三相誘導電動機 - 電源の周波数で決まる速度から大きく変えられないため、かつては利用が難しかったが、パワーエレクトロニクスの発達で自由に周波数を変えるVVVFインバータ制御が実用化され、広く用いられるようになった。直流電動機と比較すると、整流子がなく構造が簡単で保守が容易になり、整流子の分のスペースが必要ないため幅に制約のある台車内でも大出力にしやすく、回転速度を上げて同じ出力でも小型にしやすいなどのメリットがある。
- 無整流子電動機 - 鉄道車両への採用例は少ない。

### 駆動方式
電車の場合、ほとんどの場合歯車式の駆動装置が用いられ、その方式の分類は主電動機の構造にも直接反映する。大きく分けると次の2つになり、これは主電動機の台車への取り付け方式の分類でもある。（詳細はそれぞれのリンク先を参照）。
- 吊り掛け駆動方式
- カルダン駆動方式

電気機関車の場合、特に古いものでは歯車式以外のさまざまな形式の伝達装置が用いられることもあるが、一般には吊り掛け駆動方式がよく用いられる。その他、ブフリ式のように車体の床面に主電動機を置き、特殊な伝達装置やロッドによって車輪を駆動する方式もある。

### 回転方向
主電動機には歯車側からみた基本的回転方向があり、CW（clockwise、時計回り）形とCCW(counterclockwise、反時計回り)形がある。国内メーカーの場合は海外技術提携先の影響が考えられている。
CW形日立製作所（独自の方向性）
CCW形三菱電機（提携先はウエスティングハウス・エレクトリック社<WH社>）
CCW形が多い東芝（提携先はゼネラル・エレクトリック社<GE社>）・東洋電機製造（提携先はイングリッシュ・エレクトリック社<EE社>）

## 電気鉄道開発当初の主電動機
ゼネラル・エレクトリック
- GE-800形 - 電気鉄道開発者フランク・スプレイグの会社を統合後、1892年に作られた。改良してGE-57形になった。京浜電気鉄道の4輪電車も参照。

ウェスティングハウス・エレクトリック
- WH-12A形 - 1894年に開発。京浜電気鉄道の4輪電車も参照。

## 日本における主な主電動機
日本の国有鉄道では主電動機の形式にMTを用いたが、これは"Motor for Traction"の略である。

### 電車用

#### 国鉄

##### 在来線車両
MT4形ゼネラル・エレクトリック社製GE-244A（端子電圧675V時、定格出力85kW、定格回転数890rpm）の省制式形式称号。国鉄デハ33500系電車#概要を参照。
MT7形,MT9形,MT10形,MT12形,MT13形,MT14形端子電圧675V時、1時間定格出力100kW、定格回転数635rpm（全界磁）という性能の電動機を、順に日立製作所,芝浦製作所,東洋電機製造,メトロポリタン＝ヴィッカース,三菱電機,奥村製作所の各電機メーカーが競作したもの。
MT15形端子電圧675V時、1時間定格出力100kW、定格回転数653rpm（全界磁）。鉄道省と製造各メーカーの共同設計により、新規開発で国鉄30系電車に採用された。国鉄30系電車#主電動機を参照。
MT30形関西私鉄より小出力の電車ばかりであった鉄道省で登場した大出力形。モハ51形の出力増強形であるモハ54形などに用いられた主電動機。端子電圧675V時定格出力128kW（750V換算では142kW）、定格回転数780rpm（全界磁）。
MT40形端子電圧750V時、定格出力142kW、定格回転数870rpm（全界磁）。電機子軸受をコロ軸受とした。重量は約2t。製造に参加していた三菱電機が南海電気鉄道の注文でモハ1551形向けに新規製造したMT40は「MB-280-AFR」のメーカー名称も与えられている。国鉄63系電車#主電動機を参照。以上は吊り掛け駆動方式。
MT46A形新性能電車用の初の標準電動機。旧形電車に用いられたMT40形より大幅に小型軽量化、高速回転化したもので、重量は660kgで約1/3、端子電圧375V時、電流300A、出力100kW、回転数1,860rpm（70%界磁）、中空軸平行カルダン駆動方式。国鉄101系電車#主電動機を参照。
MT50形国鉄101系電車910番台（電力回生ブレーキ試作車）に使用。
MT54形端子電圧375V時、定格回転数1,630rpm（全界磁）、定格電流360A、最高回転数4,320rpm。定格出力120kWでMT46A形より20%の出力向上。国鉄165系電車#165系を参照。
MT55形1時間定格出力110kW, 375V, 330A, 1350rpm（85%界磁）、最高回転数4,400rpm。国鉄103系電車#主電動機を参照。
MT57形1M方式。国鉄クモユ141形電車および国鉄143系電車に使用。
MT58形定格出力120kW、定格回転数2100rpm（全界磁）。国鉄381系電車#主要機器を参照。
MT60形定格回転数1850rpm、最高回転数4850rpm、出力150kW。国鉄201系電車#電源・制御機器を参照。
MT61形端子電圧375V時、定格回転数1,530rpm、定格出力120kW、弱界磁率最大35%、最高回転数4,600rpm。国鉄205系電車#主電動機を参照。
MT63形端子電圧1,100V、電流100A、定格回転数2,200rpm、定格出力150kW。最高回転数6,000rpm。TD平行カルダン駆動方式。三相誘導電動機。国鉄207系電車#車両概説を参照。
MT64形端子電圧750V時、定格回転数1,530rpm、定格出力120kW、弱界磁率最大38%。国鉄213系電車#主要機器を参照。

##### 新幹線車両
MT200形端子電圧415V時、定格電流490A、定格回転数2,200rpm、定格出力185kW。WN駆動方式。新幹線0系電車#駆動方式・主電動機を参照。
MT201形端子電圧475V時、定格電流530A、定格回転数2,200rpm、定格出力230kW。新幹線200系電車#走行機器を参照。

#### 私鉄

##### 日立製作所
HS-262-AR形端子電圧600V時、1時間定格出力150kW、定格回転数720rpm。南海2001形電車も参照。
HS-269形端子電圧750V時、1時間定格出力142kW、定格回転数1250rpm。東洋電機製造TDK-544形とは外形こそ異なるが特性は同一である。東武5000系電車も参照。以上は吊り掛け駆動方式。
HS-836-Frb形端子電圧375V、一時間定格出力120kW、定格電流360A、定格回転数1,630rpm。国鉄のMT54形と同等品。西武601系電車も参照。
HS22535-08RB形端子電圧375V時、一時間定格出力120kW。TD平行カルダン駆動方式。伊豆箱根鉄道7000系電車も参照。
HS34531-13RB形定格出力230kW、端子電圧1050V、電流164A、回転数2795rpm、周波数94Hz。WN駆動方式。かご形三相誘導電動機。近鉄80000系電車も参照。

##### 三菱電機
MB-98AFG形端子電圧750V時、1時間定格出力75kW、定格回転数890rpm。与えられた国鉄形式はMT34形。
MB-115AF形端子電圧750V時、1時間定格出力93.3kW、定格回転数900rpm。
MB-211BF形端子電圧675V時、1時間定格出力150kW、定格回転数665rpm。
MB-213AF形端子電圧600V時、1時間定格出力111.9kW、定格回転数755rpm。
MB-389BFR形端子電圧750V時、1時間定格出力150kW、定格回転数1,000rpm。以上は吊り掛け駆動方式。
MB-3020D形端子電圧340V時、一時間定格出力125kW、定格回転数1,800rpm、最弱界磁率40%。以下はWN駆動方式。
MB-3064AC形端子電圧340V時、一時間定格出力145kW、定格回転数1,365rpm、最弱界磁率15%。
MB-3127-A形端子電圧675V時、一時間定格出力180kW。
MB-5085-A形一時間定格出力185kW。かご形三相誘導電動機。

##### 東芝
SE-139D形端子電圧750V時、1時間定格出力93.5kW、定格回転数998rpm。
SE-146形端子電圧750V時、1時間定格出力170kW、定格回転数810rpm。以上は吊り掛け駆動方式。
SE-518形端子電圧750V時、一時間定格出力110kW、電流162A、定格回転数2,000rpm、最高許容回転数4,500rpm、最弱め界磁率50%。直角カルダン駆動方式。
SEA-446形定格電流108A、定格周波数80Hz、定格出力140kW、定格回転数2,380rpm。WN駆動方式。かご形三相誘導電動機。
SEA-535形一時間定格出力205kW、端子電圧880V、定格電流168A、定格回転数2300rpm、定格周波数115Hz。WN駆動方式。永久磁石同期電動機。

##### 東洋電機製造
TDK-527-A形端子電圧750V時、1時間定格出力149.2kW、定格回転数805rpm。
TDK-528/9-HM形端子電圧750V時、1時間定格出力112.5kW、定格回転数1188rpm。
TDK-529-A形端子電圧750V時、1時間定格出力149.2kW、定格電流222A、定格回転数710rpm、連続定格出力170kW。重量は約2t。
TDK-544形端子電圧750V時、1時間定格出力142kW、定格回転数1250rpm。
TDK-553-A形端子電圧750V時、1時間定格出力93.25kW、定格電流142A、定格回転数950rpm、弱め界磁率は最大で64%。
TDK-553-EM形端子電圧750V時、1時間定格出力110kW、定格回転数955rpm。TDK-553-A形の絶縁部分などに改良を行い性能を向上させた。以上は吊り掛け駆動方式。
TDK806/1-A形端子電圧375V時、一時間定格出力100kW、定格回転数1,800rpm、最高許容回転数4,320rpm、最弱め界磁率50%。国鉄のMT46A形と同等品。
TDK-807-A形端子電圧375V時、一時間定格出力110kW、定格回転数2,250rpm、最弱界磁率35%。以上は中空軸平行カルダン駆動方式。
TDK-6151C形定格出力200kW。かご形三相誘導電動機。TD平行カルダン駆動方式。

##### ウェスティングハウス・エレクトリック
WH-556-J6形端子電圧750V時、1時間定格出力75kW、定格回転数985rpm。高速電車用。国鉄形式はMT33形。なお、芝浦製作所が製作したSE-132B形はコピー品である。
WH-586-JP-5形端子電圧750V時、1時間定格出力127kW、定格回転数815rpm。以上は吊り掛け駆動方式。

##### ゼネラル・エレクトリック
GE-54A形端子電圧550V時、18.4kW。函館水電10形電車、阪神67形電車、阪神501形電車も参照。
GE-231形端子電圧600V時、37.3kW。函館水電50形電車、東京市電気局1471形電車、東京市電気局1653形電車も参照。
以上は吊り掛け駆動方式。

#### JR

##### 在来線車両
S-MT62形
定格出力160kW、かご形三相誘導電動機。6000系
C-MT66A形
端子電圧1,100V時、電流125A、周波数86Hz、一時間定格出力185kW、定格回転数2,525rpm。かご形三相誘導電動機。313系
MT68形一時間定格出力95kW、最高回転数5332rpm。かご形三相誘導電動機。209系、E217系
MT73形
一時間定格出力95kW、最高回転数5800rpm。かご形三相誘導電動機。209系、E217系、E231系
MT74形
一時間定格出力120kW。かご形三相誘導電動機。205系5000番台
MT75形
一時間定格出力140kW、最高回転数5818rpm、重量560kg。かご形三相誘導電動機。E531系、E233系
MT79形
一時間定格出力140kW、定格回転数2380rpm、全閉外扇式かご形三相誘導電動機。E235系、E261系
WMT102A形一時間定格出力220kW、定格回転数2940rpm、最高回転数5830rpm、試験最高回転数6700rpm、かご形三相誘導電動機。223系
WMT106A形
一時間定格出力270kW。かご形三相誘導電動機。225系
FMT130形
一時間定格出力220kW。かご形三相誘導電動機。JR貨物M250系電車#走行関連機器
MT401K形
定格出力150kW。かご形三相誘導電動機。303系、813系
N-MT731形
定格出力230kW。かご形三相誘導電動機。721系、731系、733系

##### 新幹線・新在直通車両
MT203形
210kW。直流直巻電動機。新幹線400系電車。新幹線車両最後の直流直巻電動機。

### 電気機関車用

#### 国鉄
MT11形端子電圧540V時、定格出力187.5kW、定格回転数350rpm。端子電圧750V時、定格出力258.75kW、定格回転数530rpm。
MT17形端子電圧675V時、定格出力230kW、定格回転数682rpm。
MT19形端子電圧675V時、定格出力210kW、定格回転数620rpm。
MT42形端子電圧750V時、1時間定格出力325kW（470A）、定格回転数800rpm。
MT43形国鉄EH10形電気機関車#主電動機参照。
MT49形端子電圧750V時、1時間定格出力400kW（575A）、定格回転数1,180rpm。重量2,200kg。クイル式駆動方式。
MT51形端子電圧1,500V時、1時間定格出力600kW（430A）。WN駆動方式。国鉄EF30形電気機関車#主電動機
MT52形端子電圧750V時、1時間定格出力425kW。端子電圧900V時、1時間定格出力475kW、定格回転数1,100rpm。重量2,800kg。電機子絶縁強化を行ったMT52A形や電機子軸直径を大きくとったMT52B形が改良型として存在する。東京芝浦電気が現設計を担当した。以上は吊り掛け駆動方式。
MT53形国鉄EF80形電気機関車用。
MT56形端子電圧750V時、85%界磁で1時間定格出力650kW、定格回転数1,200rpm。中空軸可撓吊り掛け式。国鉄EF66形電気機関車#主要機器

#### 私鉄
HS-257Ir形端子電圧750V時、1時間定格出力160kW、定格回転数833rpm。
HS-277Ar形端子電圧750V時、1時間定格出力200kW、定格回転数800rpm。
TDK-516-3E形端子電圧750V時、1時間定格出力59.68kW、定格回転数918rpm。
TDK-522-A形端子電圧750V時、1時間定格出力111.9kW、定格回転数723rpm。
K7-1503-C形端子電圧750V時、1時間定格出力112kW、定格回転数567rpm。
K7-2003-A形端子電圧750V時、1時間定格出力149kW、定格回転数769rpm。
MB-428-AVR形端子電圧750V時、1時間定格出力425kW、定格電流615A、定格回転数850rpm。国鉄のMT52形と同等である。以上は吊り掛け駆動方式。
SEA-435形端子電圧1100V時、出力190kW、定格電流127A、周波数60Hz、定格回転数1780rpm。WN駆動方式。名鉄EL120形電気機関車#電装品等

#### JR貨物
FMT2形1時間定格出力1,000kW。かご形三相誘導電動機。リンク式駆動方式。JR貨物EF200形電気機関車#構造
FMT4形1時間定格出力565kW、30分間定格出力590kW、定格回転数1470rpm。かご形三相誘導電動機。
FMT100形連続定格出力320kW。かご形三相誘導電動機。JR貨物DF200形ディーゼル機関車#構造
FMT101形
1時間定格出力80kW、最大定格出力125kW。永久磁石同期電動機。JR貨物HD300形ハイブリッド機関車#電源・制御機器
以上は吊り掛け駆動方式。